# Cortijo Alto
Cortijo Alto es un barrio perteneciente al distrito Teatinos-Universidad de la ciudad andaluza de Málaga, España. Según la delimitación oficial del ayuntamiento, limita al norte con los barrios de Hacienda Bizcochero; al este con Santa Cristina; al sur, con el Recinto Ferial Cortijo de Torres; y al oeste con los polígonos industriales de Alameda y Huerta del Correo.

## Transporte
Las paradas que puedes encontrar en el barrio son las siguientes: 
474. Líneas 4 y 22. Calle Mefistófeles. 
475. Líneas 4 y 22. Calle Max Estrella. 
4406. Línea N-4. Calle Pierrot. 
Y cercanas al barrio: 
473. Líneas 4, 11, 22, y N-4. Avenida Abogado de Oficio. (Ciudad de la Justicia)  
Metro de Málaga: Está conectado con la Linea 1 la estación más cercana es Ciudad de la Justicia  y otra alternativa para llegar al centro desde el distrito Teatinos-Universidad atraviesa todo el campus hasta llegar Andalucía Tech tiene parada en el clínico y el Consul.
Para los que viven en Fuengirola,Torremolinos, Benalmádena, Cártama y Alora.
Tiene conexión con el Cercanías de Málaga su estación en este caso sería Victoria Kent ha 30 minutos del barrio también puedes pararte en la estación de tren María Zambrano y hacer correspondencia con autobús urbano o Metro de Málaga.    
| Línea | Trayecto                                                | Recorrido | Frecuencia                                     |
| ----- | ------------------------------------------------------- | --------- | ---------------------------------------------- |
| 4     | Paseo del Parque - Cortijo Alto (Ciudad de Justicia)    | Recorrido | 11-12 minutos                                  |
| 11    | Universidad - Alameda Principal - El Palo (P. Virginia) | Recorrido | 10 minutos (15-17 minutos en época no lectiva) |
| 22    | Avda. Molière - Universidad                             | Recorrido | 10 minutos (16-18 minutos en época no lectiva) |
| 25    | Paseo del Parque - Santa Rosalía (Campanillas)          | Recorrido | 13-17 minutos                                  |

Además ahora cuenta con una línea nocturna N-4, cuyo recorrido es Paseo del Parque-Teatinos- Puerto de la Torre. 
1. ↑  Plano oficial de delimitación de barrios del distrito 11 (enlace roto disponible en Internet Archive; véase el historial, la primera versión y la última).
2. ↑  Días laborables. EMT Málaga Archivado el 28 de marzo de 2013 en Wayback Machine.

- Datos: Q5789677
- Multimedia: Cortijo Alto, Málaga / Q5789677